# Bertha Díaz
Bertha Díaz (Julia Bertha Díaz Hernández; * 1. Oktober 1936 in Lawton, Havanna; † 20. November 2019 in Miami) war eine kubanische Hürdenläuferin, Sprinterin und Weitspringerin.
1955 siegte sie bei den Panamerikanischen Spielen in Mexiko-Stadt über 60 m und gewann Silber über 80 m Hürden. Bei den Olympischen Spielen 1956 in Melbourne erreichte sie über 80 m Hürden das Halbfinale.
Ebenfalls über 80 m Hürden siegte sie bei den Panamerikanischen Spielen 1959 in Chicago und schied bei den Olympischen Spielen 1960 in Rom im Vorlauf aus.
Bei den Zentralamerika- und Karibikspielen 1962 siegte sie über 80 m Hürden und im Weitsprung.
1955, 1956 und 1958 wurde sie US-Meisterin über 80 m Hürden.

## Persönliche Bestzeiten
- 100 m: 11,6 s, 14. April 1964, Havanna
- 80 m Hürden: 10,7 s, 17. März 1963, Havanna